# Oecophylla praeclara
Oecophylla praeclara é uma espécie de formiga do gênero Oecophylla, pertencente à subfamília Formicinae.